# Strużyna (nazwisko)
Strużyna – polskie nazwisko. Według Słownika nazwisk współcześnie w Polsce używanych Rymuta, na początku lat dziewięćdziesiątych XX wieku nazwisko to nosiło 520 obywateli polskich zamieszkujących głównie na Śląsku (w tym 201 osób, tj. 38,7% populacji zamieszkiwało na terenie dawnego województwa katowickiego oraz 78 osób, tj. 15% populacji na terenie dawnego województwa opolskiego). Za granicą osoby o nazwisku Strużyna lub Struzyna mieszkają głównie w Niemczech oraz w USA.

## Pochodzenie
Nazwisko Strużyna nie występuje w spisach szlachty polskiej. Do nazwiska Strużyna podobne jest nazwisko Stróżyna, noszone na początku lat dziewięćdziesiątych przez 177 Polaków zlokalizowanych głównie w Wielkopolsce.

## Osoby noszące nazwisko Strużyna
- Jerzy Bernard Strużyna – profesor chirurgii plastycznej
- Krystyna Strużyna – pisarka śląska
- Janusz Antoni Strużyna - profesor zarządzania